# Сиренко, Иван Лаврентьевич
Иван Лаврентьевич Сире́нко (25 марта 1910 года — 8 июня 1965 года) — заместитель командира 34-го гвардейского бомбардировочного авиационного Тихвинского Краснознамённого ордена Кутузова полка 276-й бомбардировочной авиационной дивизии 1-й воздушной армии 3-го Белорусского фронта, гвардии подполковник, Герой Советского Союза (1945).

## Биография
Иван Лаврентьевич Сиренко родился в деревне Парафеевка ныне Белебеевского района Башкирии в крестьянской семье. Украинец. Член ВКП(б)/КПСС с 1932 года.
Окончил семь классов неполной средней школы. Работал в Госстройконторе в Оренбурге, затем кузнецом-молотобойщиком на Оренбургском паровозовагоноремонтном заводе.
В 1931 году призван в ряды Красной Армии. В 1932 году окончил Вольскую военную авиационно-техническую школу, а в 1935 году — Качинскую военную авиационную школу лётчиков.
Принимал участие в советско-финской войне 1939—1940 годов, в боях Великой Отечественной войны — с июня 1941 года. Заместитель командира 34-го гвардейского бомбардировочного авиационного Тихвинского Краснознамённого ордена Кутузова полка 276-й бомбардировочной авиационной дивизии 1-й воздушной армии 3-го Белорусского фронта, гвардии майор. Воевал в составе 13-й и 1-й воздушных армий на Калининском, Западном, Ленинградском, 3-м Белорусском фронтах.
Участвовал в оборонительных операциях под Вильнюсом и Ржевом, в обороне Москвы, Ленинграда, освобождении Прибалтики, в разгроме врага на его территории. Имел ранение обеих ног и правой руки.
По окончании войны продолжил службу в рядах Военно-воздушных силах СССР., уволился в запас в 1953 году в звании подполковника. Жил в Киеве.
Скончался 8 июня 1965 года. Похоронен в Киеве на Дарницком кладбище.

## Подвиг
И. Л. Сиренко как опытный командир и воздушный боец водил группы бомбардировщиков на самые различные цели. Уничтожал живую силу и боевую технику на поле боя, на железнодорожных станциях, аэродромах, в морских портах.
12 марта 1944 года эскадрилья пикирующих бомбардировщиков Пе-2, где ведущим был И. Л. Сиренко, нанесла бомбовый удар по колонне танков и бронетранспортёров, двигавшейся по шоссе Вильнюс — Кёнигсберг. Цель была накрыта разрывами бомб. При выходе из пике на самолёт ведущего И. Л. Сиренко набросилась четвёрка «мессершмиттов». В неравном бою самолёт был подбит, а И. Л. Сиренко получил ранение обеих ног и правой руки.
После длительного лечения И. Л. Сиренко вернулся в родной полк и продолжал громить захватчиков в Восточной Пруссии. Здесь он совершил более 30 боевых вылетов во главе полка. На третий день штурма Кёнигсберга майор И. Л. Сиренко повёл девятку Пе-2 на аэродром противника в Девау, где базировалось большое количество самолётов. При подходе к цели группу встретил ураганный зенитный огонь. Умело маневрируя, И. Л. Сиренко увёл группу из-под огня. Выйдя на морское побережье, он развернул девятку и на большой скорости со снижением устремился на цель. В результате сожжено пятнадцать самолётов и взорван склад с горючим.
К маю 1945 года заместитель командира 34-го гвардейского бомбардировочного авиационного полка гвардии майор И. Л. Сиренко совершил 153 боевых вылета на бомбардировку укреплений, скоплений войск противника.
Указом Президиума Верховного Совета СССР от 29 июня 1945 года за образцовое выполнение боевых заданий командования и проявленные при этом геройство и мужество гвардии майору Ивану Лаврентьевичу Сиренко присвоено звание Героя Советского Союза с вручением ордена Ленина и медали «Золотая Звезда» (№ 6359).

## Награды
- Медаль «Золотая Звезда» Героя Советского Союза (29.06.1945)[2];
- орден Ленина (29.06.1945);
- два ордена Красного Знамени (24.02.1942, 21.06.1944)[3];
- орден Александра Невского (29.11.1944)[4];
- орден Отечественной войны 1-й степени (25.04.1945)[5];
- орден Красной Звезды;
- медаль «За боевые заслуги» (1944);
- медаль «За оборону Ленинграда» (1944).

## Память
На территории Вольского высшего военного училища тыла (военный институт) напротив здания управления ВУЗа Герою установлен памятник и мемориальная доска.
В городе Белебее (Республика Башкортостан), на территории мемориального комплекса «Защитникам Отечества» расположены мемориальная доска и бюст с изображением Сиренко И. Л.